# 脊髄ショック
脊髄ショック（spinal shock）とは、重度の脊髄損傷を負った際に脊髄反射が一過性に全て消失した状態のことをいう。低血圧による全身の循環不全を指すショック状態とは別物であり、急性期にはショック状態の1種である神経原性ショックの症状が出現する可能性があるが、それ以外の機能喪失症状に重点を置いた概念といえる。
脊髄ショックが原因で失われた機能については脊髄ショックから離脱すれば回復する。症例によって異なるが通常は1日から2日以内に狭義の脊髄ショックからは離脱するとされている。しかし症例によってはさらに長引くこともある。正確な機序は不明ながら脊髄損傷するとこのような現象が起こることが観察されている。なお脊髄損傷自体の影響については脊髄ショックから離脱しても依然として残る。以上のような理由により脊髄損傷患者の残存機能を調べる時は脊髄ショックから離脱した後に行うことでより正確な評価が行える。ただし脊髄反射が一過性に全て消失した狭義の脊髄ショックから離脱後も脊髄の回復が全く起こらないわけではなく脊髄の機能低下は数週間から数か月ほどかけての回復することもある。この数か月間におよぶこともある脊髄の機能低下も脊髄ショックに含めることがあり回復に数か月かかると説明する文献も見られる。

## 離脱の判定
重度の脊髄損傷を負った患者が脊髄ショックから離脱しているかどうかを判定するためには例えば以下のような反射が観察されるかどうかを利用する。以下のような反射が観察されれば脊髄ショックから離脱しているという判断材料になる。
- 球海綿体反射[1] - 肛門に指などを挿入した状態で亀頭かクリトリスを刺激すると肛門括約筋が収縮するという反射。
- 肛門反射[1] - 肛門の周囲の皮膚を刺激すると肛門括約筋が収縮するという反射。